# Kerem Aktürkoğlu
Muhammed Kerem Aktürkoğlu (Kocaeli, 21 ottobre 1998) è un calciatore turco, attaccante del Benfica e della nazionale turca.

## Caratteristiche tecniche
È un'ala sinistra, che all’occorrenza può giocare come trequartista grazie alle sue grandissime doti tecniche, con le quali riesce a saltare con estrema rapidità e facilità l’avversario. Quando cerca la conclusione usa bene entrambi i piedi, in fase di tiro riesce a imprimere potenza nel calciare la palla, è capace di segnare tirando anche da fuori area, inoltre è un abile uomo-assist.

## Carriera

### Club

#### Bodrumspor e Karacabey
Cresciuto nel settore giovanile dell'İstanbul Başakşehir, trascorre i primi anni di carriera in TFF 3. Lig, nella quarta divisione del calcio turco, all'inizio vestendo la maglia del Bodrumspor, segna un gol battendo per 3-1 prima il TM Kirikkalespor e poi il Pazarspor, è autore di una rete vincendo contro il Manisa BB e il Derince Spor, con entreambi i match che si concludono per 2-0. Gioca poi per il Karacabey, segnando la prima rete nella sconfitta per 2-1 contro il 1461 Trabzon, inoltre sigla un gol nella vittoria per 4-1 contro il Fatsa Belediyespor.

#### Erzincanspor
Nel 2019 veste la maglia dell'Erzincanspor, la sua prima rete riesce a metterla a segno nel pareggio nel pareggio per 1-1 contro il Silivrispor, segna un gol contro il Tokatspor Külübu e il Düzcespor vincendo entrambi i match per 1-0, sigla una rete sconfiggendo per 4-0 il Manisaspor Kulübü, riesce a segnare una doppietta battendo per 6-2 il Sile Yildiz e imponendosi per 3-0 sia contro il Erzin Spor che contro il Bucaspor Kulübü, inoltre è autore di una tripletta nella vittoria per 4-2 contro l'Artvin Hopaspor.

#### Galatasaray
Il 2 settembre 2020 viene acquistato dal Galatasaray compiendo un triplo salto di categoria; nella sua prima stagione in Süper Lig debutta il 23 novembre in occasione dell'incontro pareggiato 1-1 contro il Kayserispor ed il 5 dicembre realizza la sua prima rete in massima divisione fissando il punteggio sul definitivo 3-0 contro l'Hatayspor, segna un gol anche contro il Kasımpaşa vincendo per 2-1, ed è autore di una tripletta permettendo alla squadra di conquistare la vittoria su 3-1 contro il Göztepe. Durante l'Europa League segna la rete del 1-0 battendo il Lokomotiv Mosca.
Nella stagione 2021-2022 del campionato segna dieci reti, è autore di un gol sia contro il Gaziantep FK che contro l'Antalyaspor vincendo entrambe le partite per 2-0, il suo gol consente di ottenere la vittoria su 1-0 battendo l'Altay SK, un'altra rete la segna sconfiggendo per 3-2 l'Adana Demirspor, è autore del gol del 1-1 pareggiando contro l'Alanyaspor, inoltre la sua doppietta permette di imporsi per 2-1 ai danni del Beşiktaş.
Vince l'edizione 2022-2023 del campionato turco, segna un gol battendo per 3-0 il Fenerbahçe, un'altra la rete la sigla nella vittoria per 6-0 contro il Kayserispor, è autore di un gol vincendo per 4-0 contro l'Hatayspor, segna una doppietta sconfiggendo per 3-2 il Kasımpaşa inoltre con una tripletta contribuisce al successo per 7-0 contro il Başakşehir. Il 3 ottobre 2023 contro il Manchester United segna la sua prima rete in Champions League ottenendo una vittoria per 3-2. Vince pure l'edizione 2023-2024 segnando dodici reti, in particolare per il bilancio finale Aktürkoğlu è stato determinante contro il Karagümrük segnando la rete del 1-0, oltre alla doppietta con cui ha contribuito nelle vittorie contro l'İstanbulspor (3-1) e l'Antalyaspor (2-1).

### Nazionale
Ha giocato nelle nazionali giovanili turche Under-18 ed Under-19. Il 27 maggio 2021 ha esordito nella nazionale maggiore turca nella vittoria per 2-1 contro l'Azerbaigian, l'8 ottobre dello stesso anni segna la sua prima rete con la maglia della nazionale nel pareggio per 1-1 contro la Norvegia.
Viene convocato per Euro 2024. Il 18 giugno 2024, nella partita inaugurale del gruppo F, disputata al Signal Iduna Park di Dortmund, contribuisce con un gol alla vittoria per 3-1 sulla Georgia, siglando il 3-1 finale al 97° a porta vuota su contropiede. Il 9 settembre successivo segna la sua prima tripletta in nazionale, nella vittoria contro l'Islanda (3-1).

## Statistiche

### Presenze e reti nei club
Statistiche aggiornate al 3 dicembre 2024.
| Stagione           | Squadra            | Campionato         | Campionato | Campionato | Coppe nazionali | Coppe nazionali | Coppe nazionali | Coppe continentali | Coppe continentali | Coppe continentali | Altre coppe | Altre coppe | Altre coppe | Totale | Totale | Totale |
| Stagione           | Squadra            | Comp               | Pres       | Reti       | Comp            | Pres            | Reti            | Comp               | Pres               | Reti               | Comp        | Pres        | Reti        | Pres   | Reti   |        |
| ------------------ | ------------------ | ------------------ | ---------- | ---------- | --------------- | --------------- | --------------- | ------------------ | ------------------ | ------------------ | ----------- | ----------- | ----------- | ------ | ------ | ------ |
| 2016-2017          | Bodrumspor         | 3L                 | 27         | 4          | TK              | 1               | 0               |                    | -                  | -                  |             | -           | -           | 28     | 4      |        |
| 2018-2019          | Karacabey          | 3L                 | 32+2       | 3          | TK              | 1               | 0               |                    | -                  | -                  |             | -           | -           | 35     | 3      |        |
| 2019-2020          | Erzincanspor       | 3L                 | 28+2       | 17+3       | TK              | 4               | 0               |                    | -                  | -                  |             | -           | -           | 34     | 20     |        |
| 2020-2021          | Galatasaray        | SL                 | 27         | 6          | TK              | 2               | 0               |                    | -                  | -                  |             | -           | -           | 29     | 6      |        |
| 2021-2022          | Galatasaray        | SL                 | 37         | 10         | TK              | 1               | 0               | UCL+UEL            | 2+12               | 0+3                |             | -           | -           | 52     | 13     |        |
| 2022-2023          | Galatasaray        | SL                 | 34         | 9          | TK              | 4               | 1               |                    | -                  | -                  |             | -           | -           | 38     | 10     |        |
| 2023-2024          | Galatasaray        | SL                 | 37         | 12         | TK              | 2               | 0               | UCL+UEL            | 12+2               | 3                  | ST          | 1           | 0           | 54     | 15     |        |
| ago.-set. 2024     | Galatasaray        | SL                 | 3          | 2          | TK              | 0               | 0               | UCL+UEL            | 2+0                | 0                  | ST          | 1           | 0           | 6      | 2      |        |
| Totale Galatasaray | Totale Galatasaray | Totale Galatasaray | 138        | 39         |                 | 9               | 1               |                    | 30                 | 6                  |             | 2           | 0           | 179    | 46     |        |
| set. 2024-2025     | Benfica            | PL                 | 9          | 6          | CP+CdL          | 1+1             | 1+0             | UCL                | 7                  | 4                  | Cmc         | 0           | 0           | 18     | 11     |        |
| Totale carriera    | Totale carriera    | Totale carriera    | 238        | 72         |                 | 17              | 2               |                    | 37                 | 10                 |             | 2           | 0           | 294    | 84     |        |

### Cronologia presenze e reti in nazionale
| Cronologia completa delle presenze e delle reti in nazionale ― Turchia | Cronologia completa delle presenze e delle reti in nazionale ― Turchia | Cronologia completa delle presenze e delle reti in nazionale ― Turchia | Cronologia completa delle presenze e delle reti in nazionale ― Turchia | Cronologia completa delle presenze e delle reti in nazionale ― Turchia | Cronologia completa delle presenze e delle reti in nazionale ― Turchia | Cronologia completa delle presenze e delle reti in nazionale ― Turchia | Cronologia completa delle presenze e delle reti in nazionale ― Turchia |
| Data                                                                   | Città                                                                  | In casa                                                                | Risultato                                                              | Ospiti                                                                 | Competizione                                                           | Reti                                                                   | Note                                                                   |
| ---------------------------------------------------------------------- | ---------------------------------------------------------------------- | ---------------------------------------------------------------------- | ---------------------------------------------------------------------- | ---------------------------------------------------------------------- | ---------------------------------------------------------------------- | ---------------------------------------------------------------------- | ---------------------------------------------------------------------- |
| 27-5-2021                                                              | Alanya                                                                 | Turchia                                                                | 2 – 1                                                                  | Azerbaigian                                                            | Amichevole                                                             | -                                                                      | 46’                                                                    |
| 1-9-2021                                                               | Istanbul                                                               | Turchia                                                                | 2 – 2                                                                  | Montenegro                                                             | Qual. Mondiali 2022                                                    | -                                                                      | 75’                                                                    |
| 4-9-2021                                                               | Gibilterra                                                             | Gibilterra                                                             | 0 – 3                                                                  | Turchia                                                                | Qual. Mondiali 2022                                                    | -                                                                      | 66’                                                                    |
| 7-9-2021                                                               | Amsterdam                                                              | Paesi Bassi                                                            | 6 – 1                                                                  | Turchia                                                                | Qual. Mondiali 2022                                                    | -                                                                      | 65’                                                                    |
| 8-10-2021                                                              | Istanbul                                                               | Turchia                                                                | 1 – 1                                                                  | Norvegia                                                               | Qual. Mondiali 2022                                                    | 1                                                                      | 84’                                                                    |
| 11-10-2021                                                             | Riga                                                                   | Lettonia                                                               | 1 – 2                                                                  | Turchia                                                                | Qual. Mondiali 2022                                                    | -                                                                      | 74’                                                                    |
| 13-11-2021                                                             | Istanbul                                                               | Turchia                                                                | 6 – 0                                                                  | Gibilterra                                                             | Qual. Mondiali 2022                                                    | 1                                                                      |                                                                        |
| 16-11-2021                                                             | Podgorica                                                              | Montenegro                                                             | 1 – 2                                                                  | Turchia                                                                | Qual. Mondiali 2022                                                    | 1                                                                      | 79’                                                                    |
| 24-3-2022                                                              | Porto                                                                  | Portogallo                                                             | 3 – 1                                                                  | Turchia                                                                | Qual. Mondiali 2022                                                    | -                                                                      | 66’                                                                    |
| 29-3-2022                                                              | Konya                                                                  | Turchia                                                                | 2 – 3                                                                  | Italia                                                                 | Amichevole                                                             | -                                                                      | 62’                                                                    |
| 4-6-2022                                                               | Istanbul                                                               | Turchia                                                                | 4 – 0                                                                  | Fær Øer                                                                | UEFA Nations League 2022-2023 - 1º turno                               | -                                                                      | 46’                                                                    |
| 7-6-2022                                                               | Vilnius                                                                | Lituania                                                               | 0 – 6                                                                  | Turchia                                                                | UEFA Nations League 2022-2023 - 1º turno                               | -                                                                      | 65’                                                                    |
| 11-6-2022                                                              | Lussemburgo                                                            | Lussemburgo                                                            | 0 – 2                                                                  | Turchia                                                                | UEFA Nations League 2022-2023 - 1º turno                               | -                                                                      | 68’                                                                    |
| 14-6-2022                                                              | Smirne                                                                 | Turchia                                                                | 2 – 0                                                                  | Lituania                                                               | UEFA Nations League 2022-2023 - 1º turno                               | -                                                                      | 62’                                                                    |
| 22-9-2022                                                              | Istanbul                                                               | Turchia                                                                | 3 – 3                                                                  | Lussemburgo                                                            | UEFA Nations League 2022-2023 - 1º turno                               | -                                                                      | 73’                                                                    |
| 25-9-2022                                                              | Tórshavn                                                               | Fær Øer                                                                | 2 – 1                                                                  | Turchia                                                                | UEFA Nations League 2022-2023 - 1º turno                               | -                                                                      | 60’                                                                    |
| 16-11-2022                                                             | Diyarbakır                                                             | Turchia                                                                | 2 – 1                                                                  | Scozia                                                                 | Amichevole                                                             | -                                                                      | 81’                                                                    |
| 25-3-2023                                                              | Erevan                                                                 | Armenia                                                                | 1 – 2                                                                  | Turchia                                                                | Qual. Euro 2024                                                        | 1                                                                      | 46’                                                                    |
| 28-3-2023                                                              | Bursa                                                                  | Turchia                                                                | 0 – 2                                                                  | Croazia                                                                | Qual. Euro 2024                                                        | -                                                                      | 67’                                                                    |
| 16-6-2023                                                              | Riga                                                                   | Lettonia                                                               | 2 – 3                                                                  | Turchia                                                                | Qual. Euro 2024                                                        | -                                                                      | 89’                                                                    |
| 19-6-2023                                                              | Samsun                                                                 | Turchia                                                                | 2 – 0                                                                  | Galles                                                                 | Qual. Euro 2024                                                        | -                                                                      | 46’                                                                    |
| 8-9-2023                                                               | Eskişehir                                                              | Turchia                                                                | 1 – 1                                                                  | Armenia                                                                | Qual. Euro 2024                                                        | -                                                                      | 80’                                                                    |
| 12-10-2023                                                             | Osijek                                                                 | Croazia                                                                | 0 – 1                                                                  | Turchia                                                                | Qual. Euro 2024                                                        | -                                                                      | 86’                                                                    |
| 15-10-2023                                                             | Konya                                                                  | Turchia                                                                | 4 – 0                                                                  | Lettonia                                                               | Qual. Euro 2024                                                        | 1                                                                      | 63’                                                                    |
| 18-11-2023                                                             | Berlino                                                                | Germania                                                               | 2 – 3                                                                  | Turchia                                                                | Amichevole                                                             | -                                                                      | 72’                                                                    |
| 21-11-2023                                                             | Cardiff                                                                | Galles                                                                 | 1 – 1                                                                  | Turchia                                                                | Qual. Euro 2024                                                        | -                                                                      | 82’                                                                    |
| 22-3-2024                                                              | Budapest                                                               | Ungheria                                                               | 1 – 0                                                                  | Turchia                                                                | Amichevole                                                             | -                                                                      | 77’                                                                    |
| 26-3-2024                                                              | Vienna                                                                 | Austria                                                                | 6 – 1                                                                  | Turchia                                                                | Amichevole                                                             | -                                                                      | 61’                                                                    |
| 10-6-2024                                                              | Varsavia                                                               | Polonia                                                                | 2 – 1                                                                  | Turchia                                                                | Amichevole                                                             | -                                                                      | 82’                                                                    |
| 18-6-2024                                                              | Dortmund                                                               | Turchia                                                                | 3 – 1                                                                  | Georgia                                                                | Euro 2024 - 1º turno                                                   | 1                                                                      | 85’                                                                    |
| 22-6-2024                                                              | Dortmund                                                               | Turchia                                                                | 0 – 3                                                                  | Portogallo                                                             | Euro 2024 - 1º turno                                                   | -                                                                      | 58’                                                                    |
| 26-6-2024                                                              | Amburgo                                                                | Rep. Ceca                                                              | 1 – 2                                                                  | Turchia                                                                | Euro 2024 - 1º turno                                                   | -                                                                      | 75’                                                                    |
| 2-7-2024                                                               | Lipsia                                                                 | Austria                                                                | 1 – 2                                                                  | Turchia                                                                | Euro 2024 - Ottavi di finale                                           | -                                                                      | 78’                                                                    |
| 6-7-2024                                                               | Berlino                                                                | Paesi Bassi                                                            | 2 – 1                                                                  | Turchia                                                                | Euro 2024 - Quarti di finale                                           | -                                                                      | 77’                                                                    |
| 6-9-2024                                                               | Cardiff                                                                | Galles                                                                 | 0 – 0                                                                  | Turchia                                                                | UEFA Nations League 2024-2025 - 1º turno                               | -                                                                      | 77’                                                                    |
| 9-9-2024                                                               | Smirne                                                                 | Turchia                                                                | 3 – 1                                                                  | Islanda                                                                | UEFA Nations League 2024-2025 - 1º turno                               | 3                                                                      |                                                                        |
| 11-10-2024                                                             | Samsun                                                                 | Turchia                                                                | 1 – 0                                                                  | Montenegro                                                             | UEFA Nations League 2024-2025 - 1º turno                               | -                                                                      | 69’                                                                    |
| 14-10-2024                                                             | Reykjavík                                                              | Islanda                                                                | 2 – 4                                                                  | Turchia                                                                | UEFA Nations League 2024-2025 - 1º turno                               | 1                                                                      |                                                                        |
| 16-11-2024                                                             | Kayseri                                                                | Turchia                                                                | 0 – 0                                                                  | Galles                                                                 | UEFA Nations League 2024-2025 - 1º turno                               | -                                                                      |                                                                        |
| 19-11-2024                                                             | Nikšić                                                                 | Montenegro                                                             | 3 – 1                                                                  | Turchia                                                                | UEFA Nations League 2024-2025 - 1º turno                               | -                                                                      | 62’                                                                    |
| 20-3-2025                                                              | Istanbul                                                               | Turchia                                                                | 3 – 1                                                                  | Ungheria                                                               | UEFA Nations League 2024-2025 - Play-off                               | 1                                                                      | 85’                                                                    |
| 23-3-2025                                                              | Budapest                                                               | Ungheria                                                               | 0 – 3                                                                  | Turchia                                                                | UEFA Nations League 2024-2025 - Play-off                               | -                                                                      | 43’ 64’                                                                |
| 7-6-2025                                                               | East Hartford                                                          | Stati Uniti                                                            | 1 – 2                                                                  | Turchia                                                                | Amichevole                                                             | 1                                                                      | 84’                                                                    |
| 10-6-2025                                                              | Chapel Hill                                                            | Messico                                                                | 1 – 0                                                                  | Turchia                                                                | Amichevole                                                             | -                                                                      | 77’                                                                    |
| Totale                                                                 |                                                                        | Presenze                                                               | 44                                                                     |                                                                        | Reti                                                                   | 12                                                                     |                                                                        |

## Palmarès

### Club
- Campionato turco: 2

Galatasaray: 2022-2023, 2023-2024
- Supercoppa di Turchia: 1

Galatasaray: 2023
- Coppa di Lega portoghese: 1

Benfica: 2024-2025
- Supercoppa di Portogallo: 1

Benfica: 2025